# 角谷和彦
角谷 和彦（すみや かずひこ）は、日本のエコノミスト。早稲田大学研究員。

## 人物・来歴
2009年東京大学経済学部 卒業、2012年東京大学大学院経済学研究科 修士課程修了 修士（経済学）、2014年　ロンドン大学ユニバーシティ・カレッジ・ロンドン 修士（MRes）課程修了（経済学）、2018年　ロンドン大学ロイヤル・ホロウェイ校 博士課程修了（経済学）
2018年 - 2019年　オーフス大学 ポスドク研究員、2019年 - 現在　早稲田大学 客員次席研究員、2019年 - 現在　独立行政法人経済産業研究所 研究員

## 著書
- Accumulating Effects of Income Taxes on Wages: Micro Evidence from Denmark (2018)
- Income Taxation and the Equilibrium Allocation of Labor (2018) with Jesper Bagger, Mads Hejlesen and Rune Vejlin